# Trichosanthes cucumerina
Trichosanthes cucumerina (en anglès: Snake gourd, és a dir, carbassa serp) és una liana tropical o subtropical, la seva varietat T. cucumerina var. anguina es conrea pel seu fruit que és molt allargat. A Àsia es menja immadur i cru com a verdura i a Àfrica la pulpa vermellenca del fruit madur es fa servir com un substitut econòmic del tomàquet. (no s'ha de confondre amb Trichosanthes dioica, que és una altra carbassa comestible quan és immadura).
Trichosanthes cucumerina es troba en estat silvestre a gran part del sud-est asiàtic. També es considera que és planta nativa del nord d'Austràlia. i està naturalitzada a Florida, parts d'Àfrica i en diverses illes de l'Oceà Índic i illes del Pacífic.
- Trichosanthes cucumerina var. anguina (L.) Haines – cultivada variant
- Trichosanthes cucumerina var. cucumerina – variant silvestre

## Descripció
Trichosanthes cucumerina és una liana anual i monoica. Les seves fulles són palmades de fins 25 cm de llargada. Les flors s'obren de nit. Els fruits poden arribar a fer 200 cm de llargada i són de color vermell fosc a la maduresa.